# Sherbournia ailarama
Sherbournia ailarama är en måreväxtart som beskrevs av Nicolas Hallé. Sherbournia ailarama ingår i släktet Sherbournia och familjen måreväxter. Inga underarter finns listade i Catalogue of Life.